# Ядринцева, Аделаида Фёдоровна
Аделаида Фёдоровна Ядринцева (урожд. Баркова; 1854 [1855 ?], Нижний Новгород — 17 июня 1888, село Большое, Рязанская губерния) — российская журналистка, писательница, переводчица, этнограф.

## Биография
Ядринцева родилась в Нижнем Новгороде в семье известного золотодобытчика Ф. Баркова. Окончила Нижегородскую женскую гимназию, затем — педагогические курсы в Петербурге, слушала лекции профессора Лесгафта и изучила четыре языка.
Работая под псевдонимом «Адфебар», была специальным корреспондентом «Камско-Волжской газеты» (Казань), где познакомилась со своим будущим мужем, известным писателем о Сибири Николаем Михайловичем Ядринцевым, за которого в 1872 году вышла замуж.
С H. M. Ядринцевым и К. П. Михайловым участвовала в издании журнала «Восточное обозрение» (выходившем в Петербурге и в Иркутске). Кроме того, в «Сибирском сборнике» публиковала переводные статьи (например, «Причины вымирания народов»).
Занималась благотворительной деятельностью, в частности, участвовала в учреждении и организации «Общества содействия учащимся сибирякам в Петербурге», была членом его распорядительного комитета; выступала инициатором благотворительных сибирских вечеров.

Это была одна из самых светлых, самых благородных, самых гуманных женщин, золотое, великое сердце которой билось только для блага ближнего. Интересы общественные и литературные всегда были для неё выше личных интересов; она готова была на всякую жертву ради того, что она считала важным и необходимым, ради преуспеяния печати… ради интересов сибирской молодежи, на пользу которой она трудилась до последней болезни, унёсшей её в могилу.— В. Семевский
Похоронена в селе Большом (Рязанская губерния).

### Семья
Отец — Фёдор Фёдорович Барков, мать — Александра Ивановна Баркова.
Муж (с 1874 г.) — Николай Михайлович Ядринцев (1842—1894), публицист, писатель и общественный деятель; дети:
- Лев
- Николай
- Лидия (1885—1942), социалист-революционер, этнограф, историк; замужем за Павлом Владимировичем Злобиным (1882—1930), социалистом-революционером.

## Творчество

### Избранные сочинения
- Ядринцева А. Ф. Пер. очерки Мак-Гагана о походах в Туркестан.
- Ядринцева А. Ф. // Рус. старина. — 1888. — № 9.